# Comtat de Solterra
El comtat de Solterra és un títol nobiliari espanyol creat el 20 d'agost de 1671 pel rei Carles II a favor de Joan de Sarriera-Gurb i Descatllar, senyor del castell de Solterra.

## Comtes de Solterra
|                       | Titular                                       | Període               |
| Creació per Carles II | Creació per Carles II                         | Creació per Carles II |
| --------------------- | --------------------------------------------- | --------------------- |
| I                     | Joan de Sarriera-Gurb i Descatllar            | 1671-                 |
| II                    | Joan de Sarriera i de Rocaberti               |                       |
| III                   | Narcís de Sarriera i de Cruïlles              | ? -1789               |
| IV                    | Josep Francesc de Sarriera i de Copons        | 1789-                 |
| V                     | Josep Maria de Sarriera-Gurb i Despujol       |                       |
| VI                    | Ramon de Sarriera-Gurb i de Pinós-Santcliment | 1863-                 |
| VII                   | Enric de Sarriera i de Villalonga             |                       |
| VIII                  | Joaquim de Sarriera i de Larrard              | 1871-1909             |
| IX                    | Clotilde de Sarriera i Roger                  | 1910-1912             |
| X                     | Joaquim de Sarriera i de Milans               |                       |
| XI                    | Jaume de Samá i Coll                          | ? -1981               |
| XII                   | María Victòria de Samà i Coll                 |                       |
| XIII                  | Alfons de Fontcuberta i de Samà               | ? -2001               |
| XIV                   | Mariana de Fontcuberta y Juncadella           | 2002-actual titular   |

## Història dels comtes de Solterra
Joan de Sarriera-Gurb i Descatllar, I comte de Solterra. El va succeir el seu fill:
Joan de Sarriera i de Rocabertí, II comte de Solterra. El va succeir el seu fill:
Narcís de Sarriera i de Cruïlles, III comte de Solterra. El va succeir, en 1789, el seu fill:
Josep Francesc de Sarriera i de Copons, IV comte de Solterra. El va succeir el seu fill:
Josep Maria de Sarriera-Gurb i Despujol, V comte de Solterra.
1. Va casar amb Maria Josepa de Pinós-Santcliment i de Copons (-1857), VII marquesa de Santa Maria de Barberà, V marquesa de la Manresana. El va succeir, el 1863, el seu fill:

Ramon de Sarriera-Gurb i de Pinós-Santcliment, VI comte de Solterra, VIII marquès de Santa Maria de Barberà, VI marquès de la Manresana.
1. Va casar amb Maria dels Dolors de Larrard i Juez-Sarmiento.
2. Va casar amb Maria de la Soledat de Vilallonga i d'Amat. El va succeir, del seu segon matrimoni, el seu fill:

Enric de Sarriera i de Vilallonga (n. el 1868), VII comte de Solterra, IX marquès de Santa Maria de Barberà, VII marquès de la Manresana.
1. Va casar amb Maria del Pilar Losada i Rosés. El va succeir, el 1871, el seu germà de pare:

Joaquim de Sarriera i de Larrard (1834-1909), VIII comte de Solterra. Va ser el seu fill:
Josep de Sarriera i de Milans, pare de:
- Clotilde de Sarriera i Roger, IX comtessa de Solterra, que va succeir al seu avi en 1910. El va succeir, el 1912, el germà del seu pare, el seu oncle carnal:

Joaquim de Sarriera i de Milans, X comte de Solterra. Va ser la seva germana:
Maria Dolors de Sarriera i de Milans (n. el 1862), mare de:
Salvador de Samà i de Sarriera (1885-1948), III marquès de Marianao, pare de:
Jaume de Samà i Coll (1913-1979), XI comte de Solterra, V marquès de Marianao. El va succeir, el 1981, la seva germana:
María Victòria de Samà i Coll (n. el 1911), XII comtessa de Solterra, XI marquesa de Santa Maria de Barberà (rehabilitat aquest títol el 1984 i perdut el 1987 per haver-hi un tercer de millor dret, fill de l'anterior marquès), VI marquesa de Marianao, V marquesa de Vilanova i la Geltrú.
1. Va casar amb Josep de Fontcuberta i de Casanova, IV marquès de Vilallonga, fill de Francesc Xavier de Fontcuberta i de Dalmases, III marquès de Vilallonga, i de Maria de la Concepció de Casanova i de Parrella. El va succeir el seu fill:

Alfons de Fontcuberta i de Samà (m. el 2001), XIII comte de Solterra, V marquès de Vilallonga, VII marquès de Marianao. El va succeir, el 2002, la seva filla:
Mariana de Fontcuberta i Juncadella (n. el 1985), XIV comtessa de Solterra, VI marquesa de Vilallonga, VIII marquesa de Marianao.